# Carl Balhaus
Carl Balhaus, nato Carl Ballhaus (Mülheim an der Ruhr, 4 novembre 1905 – Eisenach, 28 luglio 1968), è stato un attore, regista e sceneggiatore tedesco.

## Filmografia parziale

### Attore
- Der alte Fritz - 2. Ausklang, regia di Gerhard Lamprecht (1928)
- Frühlingserwachen, regia di Richard Oswald (1929)
- Revolte im Erziehungshaus, regia di Georg Asagaroff (1930)
- L'angelo azzurro (Der blaue Engel), regia di Josef von Sternberg (1930)
- I cadetti di Smolenko (Kadetten), regia di Georg Jacoby (1931)
- Il generale York (Yorck), regia di Gustav Ucicky (1931)
- Il corridore di maratona (Der Läufer von Marathon), regia di Ewald André Dupont (1933)
- Anna ed Elisabetta (Anna und Elisabeth), regia di Frank Wisbar (1933)
- Il ribelle della montagna (Der Feuerteufel), regia di Luis Trenker (1940)

### Regista
- Der Teufelskreis (1956)
- Damals in Paris (1956)
- Nur eine Frau (1958)
- Ein Mädchen von 16 ½ (1958)
- SAS 181 antwortet nicht (1959)
- Haus im Feuer (1960)
- Mord ohne Sühne (1962)

### Sceneggiatore
- Der Teufelskreis (1956)
- Damals in Paris (1956)
- Ein Mädchen von 16 ½ (1958)
- Haus im Feuer (1960)